# 1186 pr. n. št.

## Smrti
- Setnaht, faraon Dvajsete egipčanske dinastije (* ni znano)